# شرکا رایت
شرکا رایت (انگلیسی: Shereka Wright؛ زادهٔ ۲۱ سپتامبر ۱۹۸۱) بازیکن بسکتبال اهل ایالات متحده آمریکا است.
از باشگاه‌هایی که در آن بازی کرده‌است می‌توان به فینکس مرکوری اشاره کرد.